# Lodowi piraci
Lodowi piraci (ang. The Ice Pirates) – amerykańska komedia science fiction z 1984 roku. Film znany też pod alternatywnym tytułem Kosmiczni piraci.

## Treść
Akcja toczy się w dalekiej przyszłości. Brak wody we wszechświecie sprawie, że staje się ona towarem poszukiwanym i cennym, podobnie jak powietrze. Dwóch kosmicznych piratów zajmuje się na co dzień pozyskiwaniem jej z dryfujących po wszechświecie brył lodu. Tymczasem pewien podróżnik i odkrywca, Vasco, dociera do odległej, legendarnej Siódmej Planety obfitującej w wodę. Zostaje jednak porwany przez Templariuszy Zła, którzy chcą zachować wiedzę o odkryciu dla siebie. Córka Vasco, księżniczka Karina, zwraca się o pomoc piratów od lat walczących z Templariuszami.

## Główne role
- Robert Urich - Jason
- Mary Crosby - Księżniczka Karina
- Michael D. Roberts - Roscoe
- Anjelica Huston - Maida
- Ron Perlman - Zeno
- Bruce Vilanch - Wendon
- John Carradine - Supreme Commander
- John Matuszak - Killjoy
- Ian Abercrombie - Hymie
- Alan Caillou -  Paisley